# ترور بیلی
تِـرِوِر بیلی (انگلیسی: Trevor Bailey؛ ۳ دسامبر ۱۹۲۳ – ۱۰ فوریهٔ ۲۰۱۱) بازیکن کریکت اهل بریتانیا بود.